# Кызылту (Акмолинская область)
Кызылту́ (каз. Қызылту) — село в Ерейментауском районе Акмолинской области Казахстана. Входит в состав Бестогайского сельского округа. Код КАТО — 114635400.

## География
Село расположено на берегу реки Кедей, в западной части района, на расстоянии примерно 44 километров (по прямой) к северо-западу от административного центра района — города Ерейментау, в 13 километрах к югу от административного центра сельского округа — села Бестогай.
Абсолютная высота — 240 метров над уровнем моря.
Ближайшие населённые пункты: село Нижний Торгай — на юго-востоке, село Байсары — на севере.

## Население
В 1989 году население села составляло 200 человек (из них казахи — 100 %).
В 1999 году население села составляло 138 человек (73 мужчины и 65 женщин). По данным переписи 2009 года, в селе проживало 98 человек (49 мужчин и 49 женщин).
| Численность населения | Численность населения | Численность населения |
| 1989                  | 1999                  | 2009                  |
| --------------------- | --------------------- | --------------------- |
| 200                   | ↘138                  | ↘98                   |

## Улицы[5]
- ул. Байтерек
- ул. Болашак